# نورا أرنزيدير
نورا أرنزيدير (بالفرنسية: Nora Arnezeder)‏ وهي ممثلة ومغنية فرنسية ولدت في يوم 8 مايو 1989 في مدينة باريس عاصمة فرنسا والدها نمساوي كاثوليكي ووالدتها من يهود مصر.

## روابط خارجية
- نورا أرنزيدير على موقع IMDb (الإنجليزية)
- نورا أرنزيدير على موقع ميتاكريتيك (الإنجليزية)
- نورا أرنزيدير على موقع روتن توميتوز (الإنجليزية)
- نورا أرنزيدير على موقع قاعدة بيانات الأفلام العربية
- نورا أرنزيدير على موقع ألو سيني (الفرنسية)
- نورا أرنزيدير على موقع ميوزك برينز (الإنجليزية)
- نورا أرنزيدير على موقع أول موفي (الإنجليزية)
- نورا أرنزيدير على موقع قاعدة بيانات الأفلام السويدية (السويدية)
- نورا أرنزيدير على موقع أول ميوزيك (الإنجليزية)
- نورا أرنزيدير على موقع ديسكوغز (الإنجليزية)